# National Air and Space Museum Steven F. Udvar-Hazy Center
Steven F. Udvar-Hazy Center, även kallar för Udvar-Hazy Center, är ett annex till National Air and Space Museum som ingår i Smithsonian Institution och är beläget i Chantilly i Fairfax County, Virginia i Washingtons storstadsområde i USA.
Museet, som ligger i anslutning till Washington Dulles International Airport, öppnade under 2003 och gjordes möjligt efter en donation från den ungerskfödde miljardären Steven F. Udvar-Házy i oktober 1999 som även fått äran att namnge anläggningen.

## Föremål och utställningar
Huvudmuseet inne i Washington, D.C. vid National Mall hade redan vid invigningen av dess egna byggnad 1976 redan vuxit ur sin kostym och merparten av föremålen stod förrådsställda än i utställning. 1993 undertecknade USA:s president Bill Clinton en lag som påbjöd uppförandet av en sidoanläggning för National Air and Space Museum i anslutning till Washington Dulles International Airport. Uppförandet av just det museet, till skillnad från andra Smithsonian-museer, var dock helt avhängigt privata donationer. Museet öppnade den 15 december 2003, på veckan 100 år efter Bröderna Wrights första motorflygning vid Kitty Hawk. Själva invigningen ägde dock rum den 11 december i närvaro av bland annat skådespelaren John Travolta, USA:s chefsdomare William Rehnquist och USA:s vicepresident Dick Cheney.
Här finns här en betydligt större golvyta på 7,1 hektar som möjliggör utställning av fler skrymmande föremål i fullskala. I museet finns även ett observationstorn med utsikt över den närbelägna storflygplatsen samt en IMAX-biograf.
Bland museets mer bemärkta föremål finns NASA:s rymdfärja Discovery (som var i tjänst från 1984 fram till 2011), bombflygplanet B-29 Superfortress "Enola Gay" från USA:s arméflygvapen som fällde atombomben över Hiroshima 6 augusti 1945. samt ett exemplar av en Concorde.

### Galleri (urval)

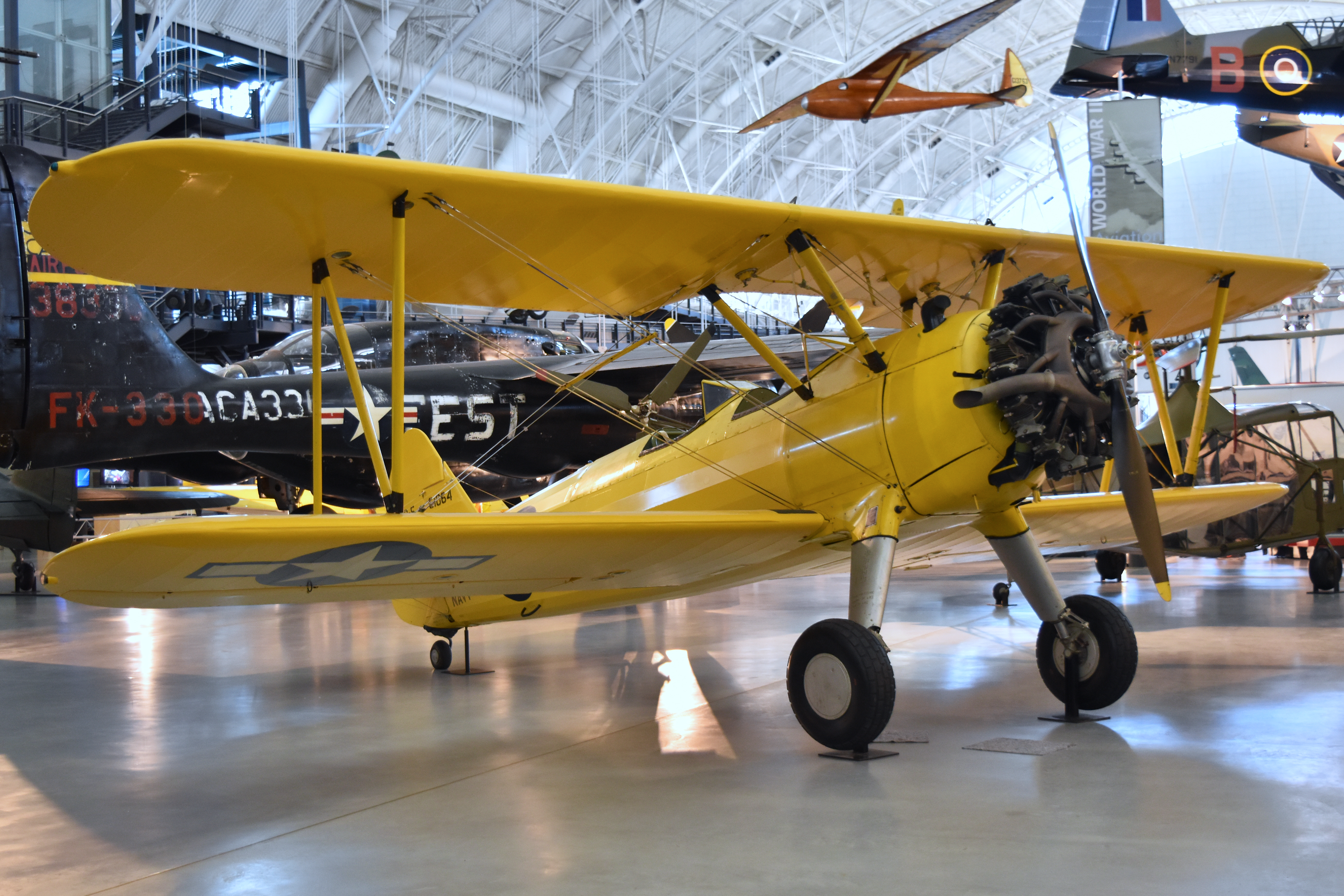
Biplan av typ Boeing Stearman.
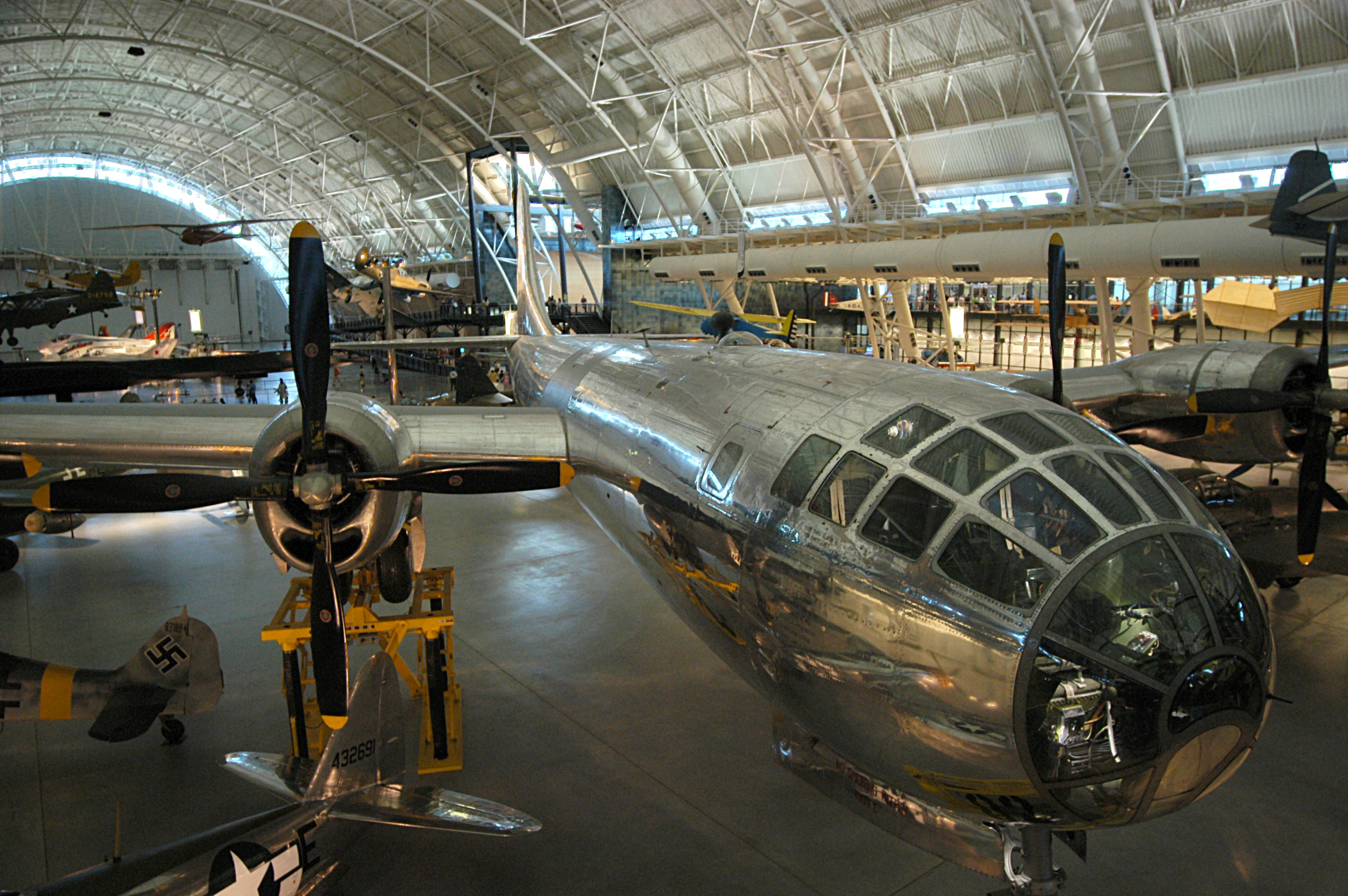
B-29 Superfortress "Enola Gay".
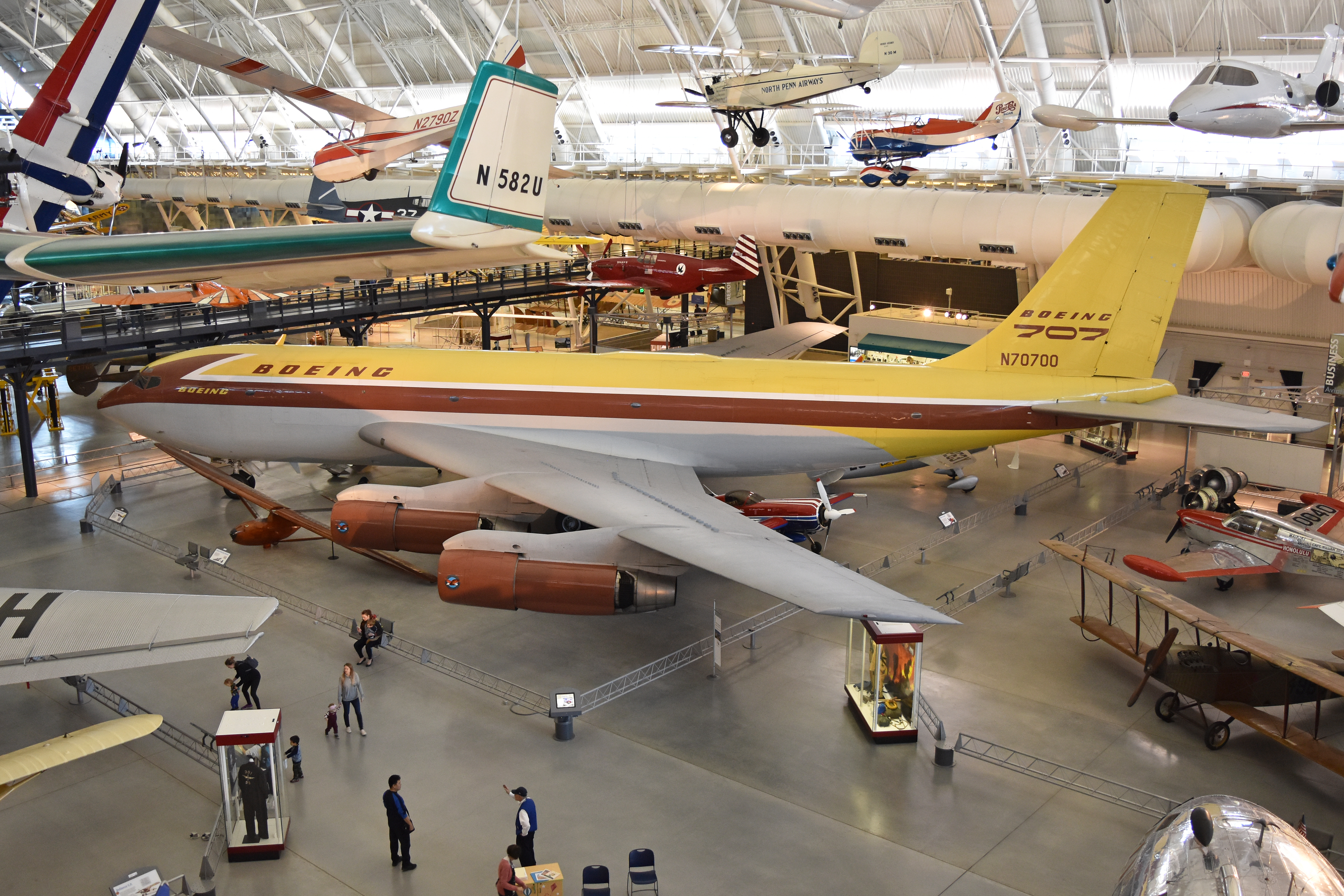
‘N70700’, provversion av Boeing 707.
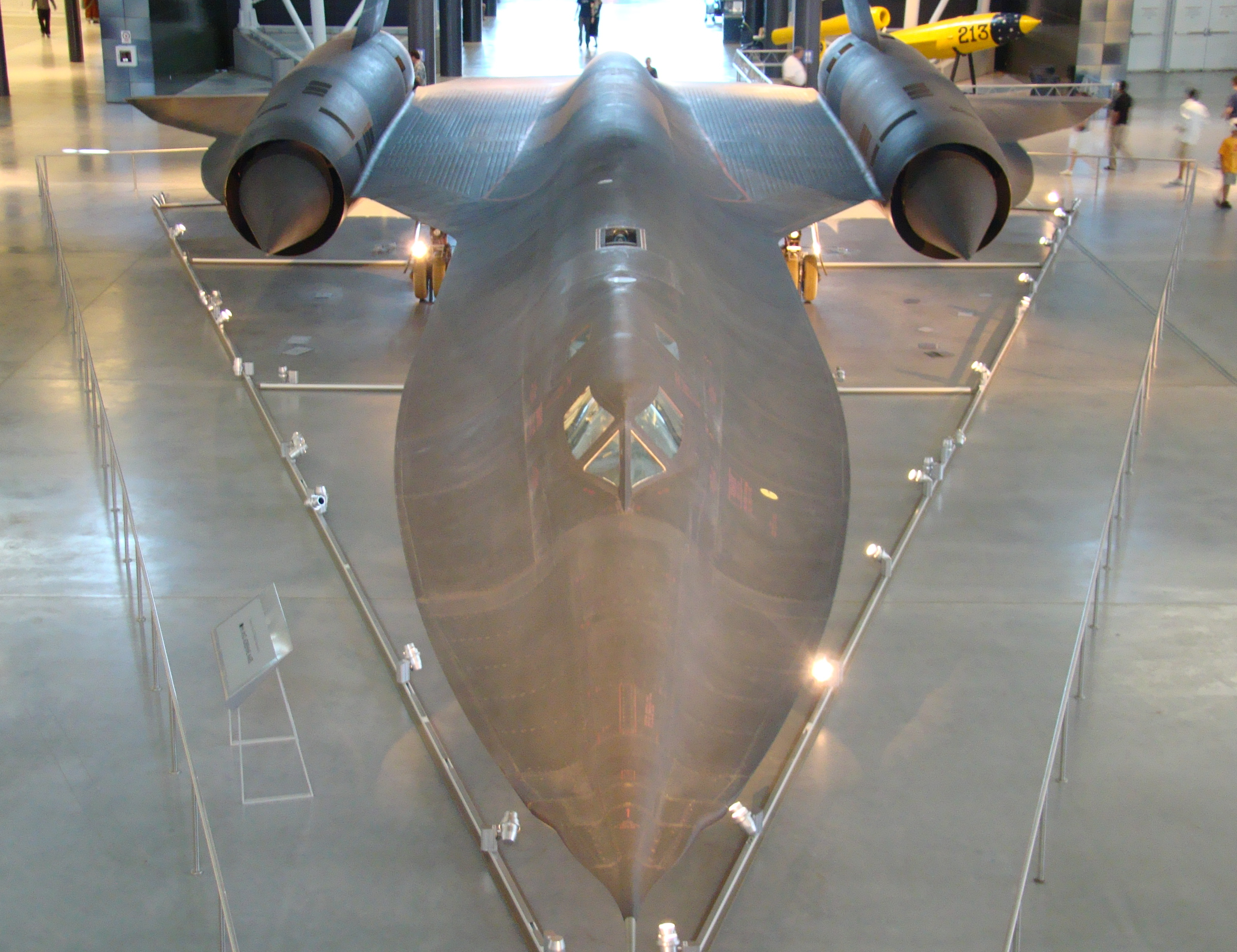
Spaningsflygplanet SR-71 Blackbird.
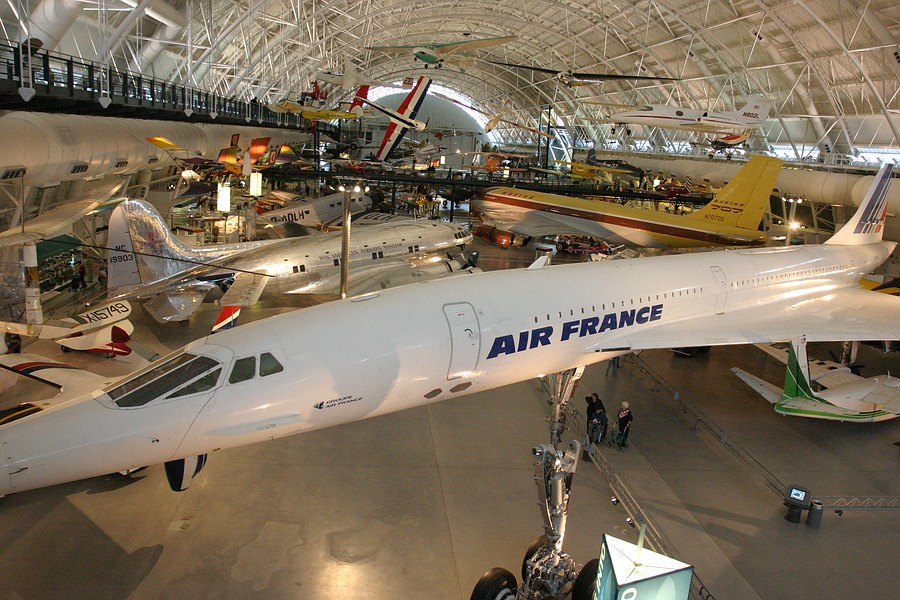
Concorde från Air France.
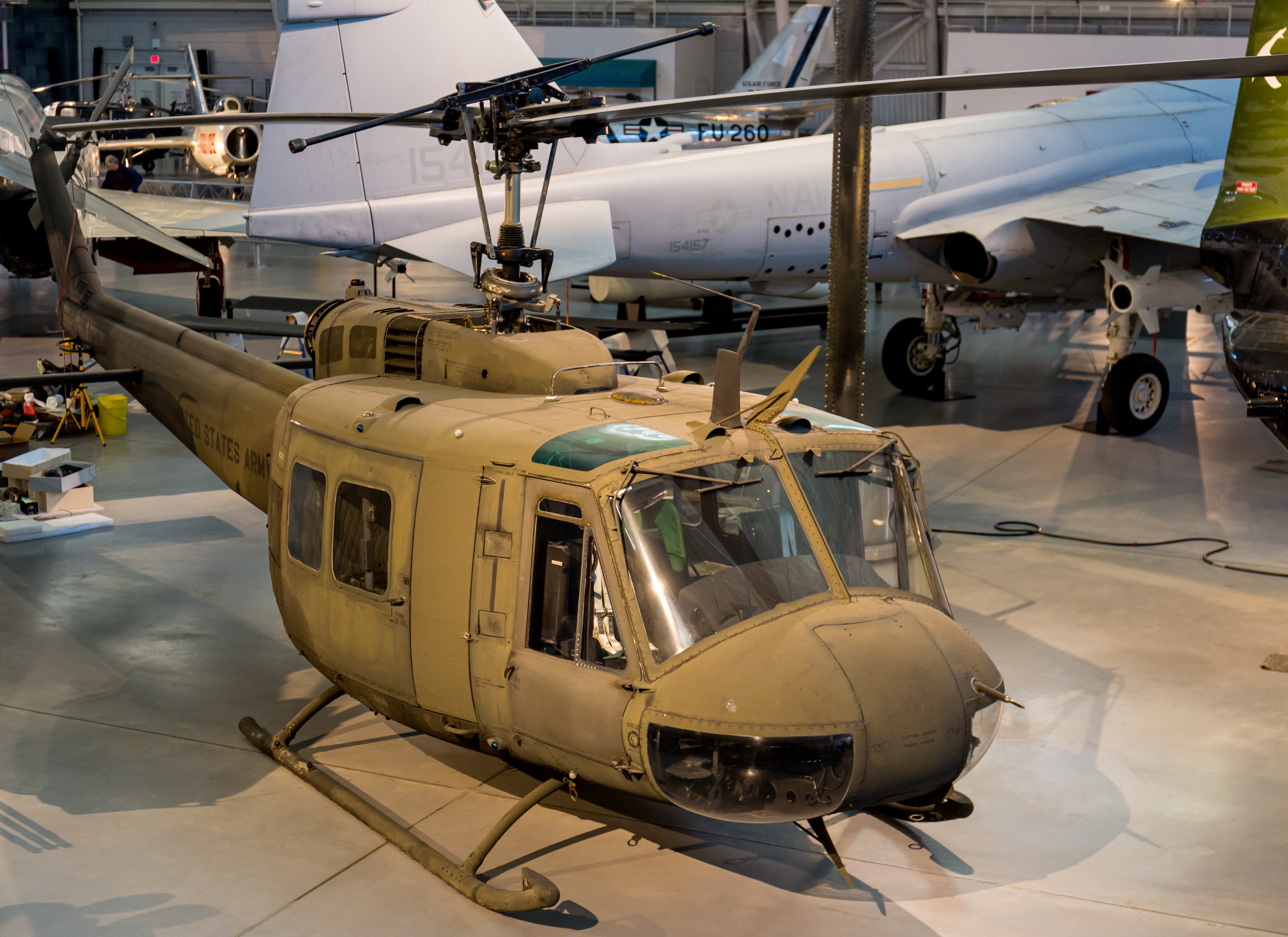
Bell UH-1 Iroquois med 2 500 flygtimmar i Vietnamkriget.
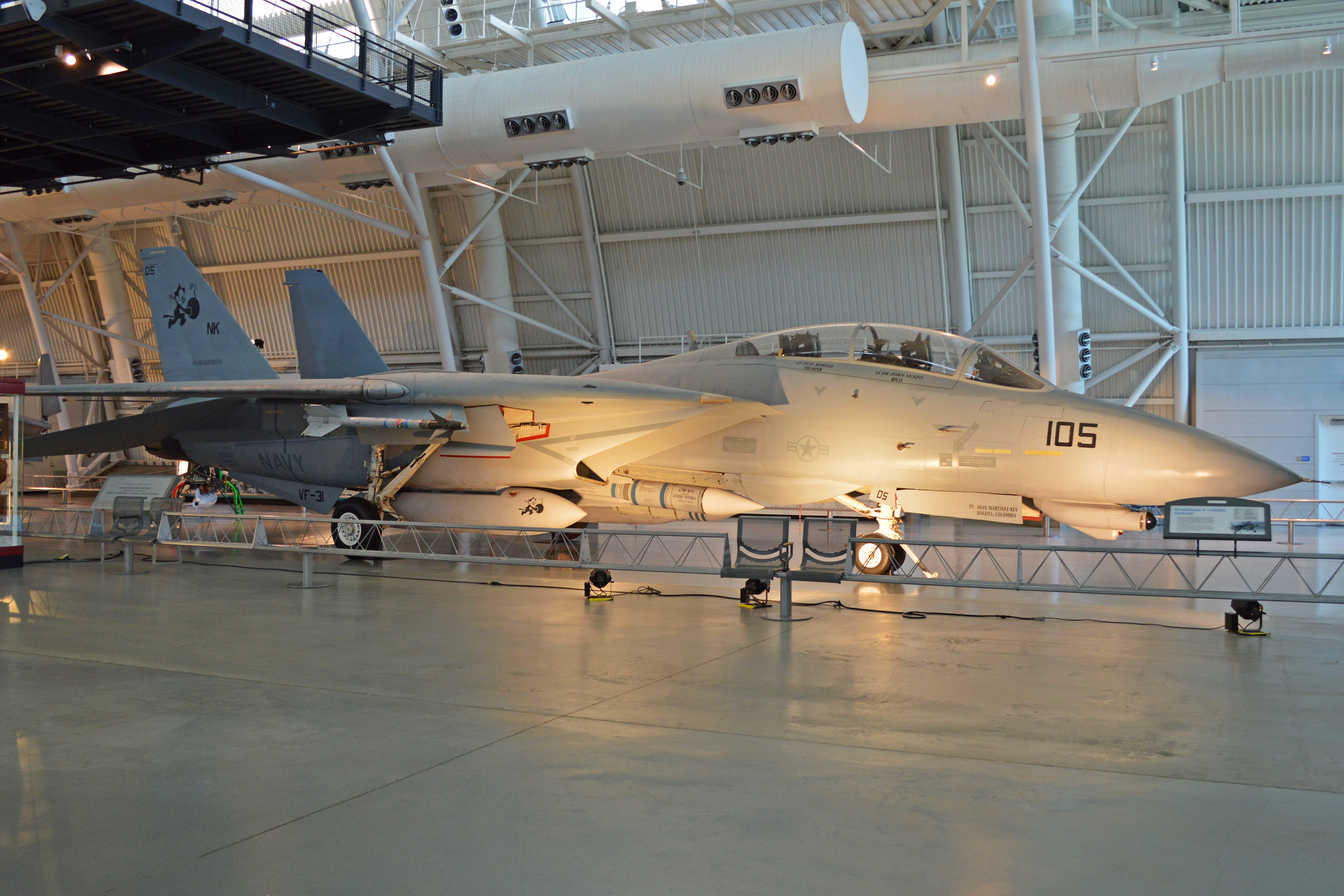
F-14D(R) Tomcat.
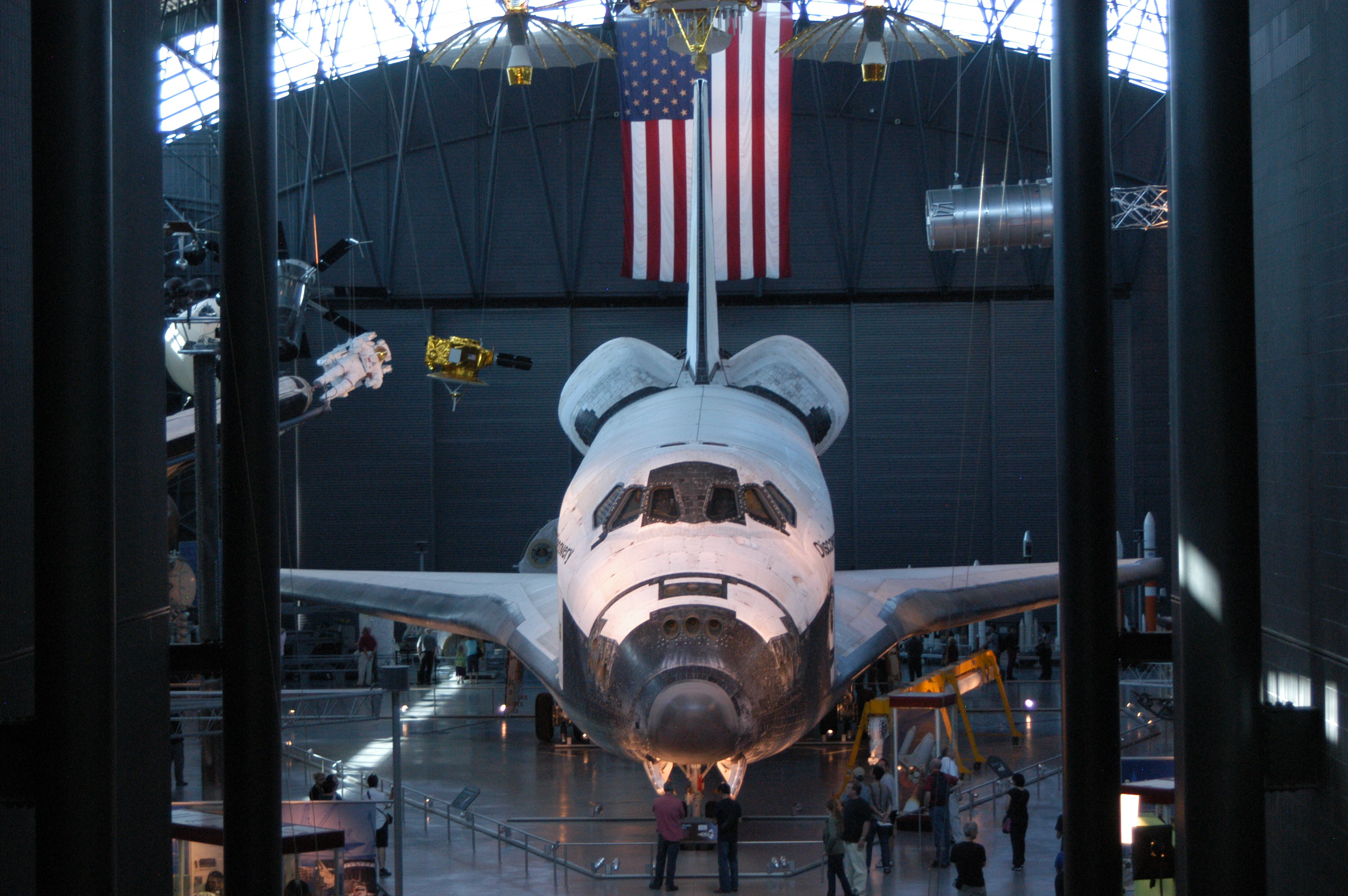
Rymdfärjan Discovery.
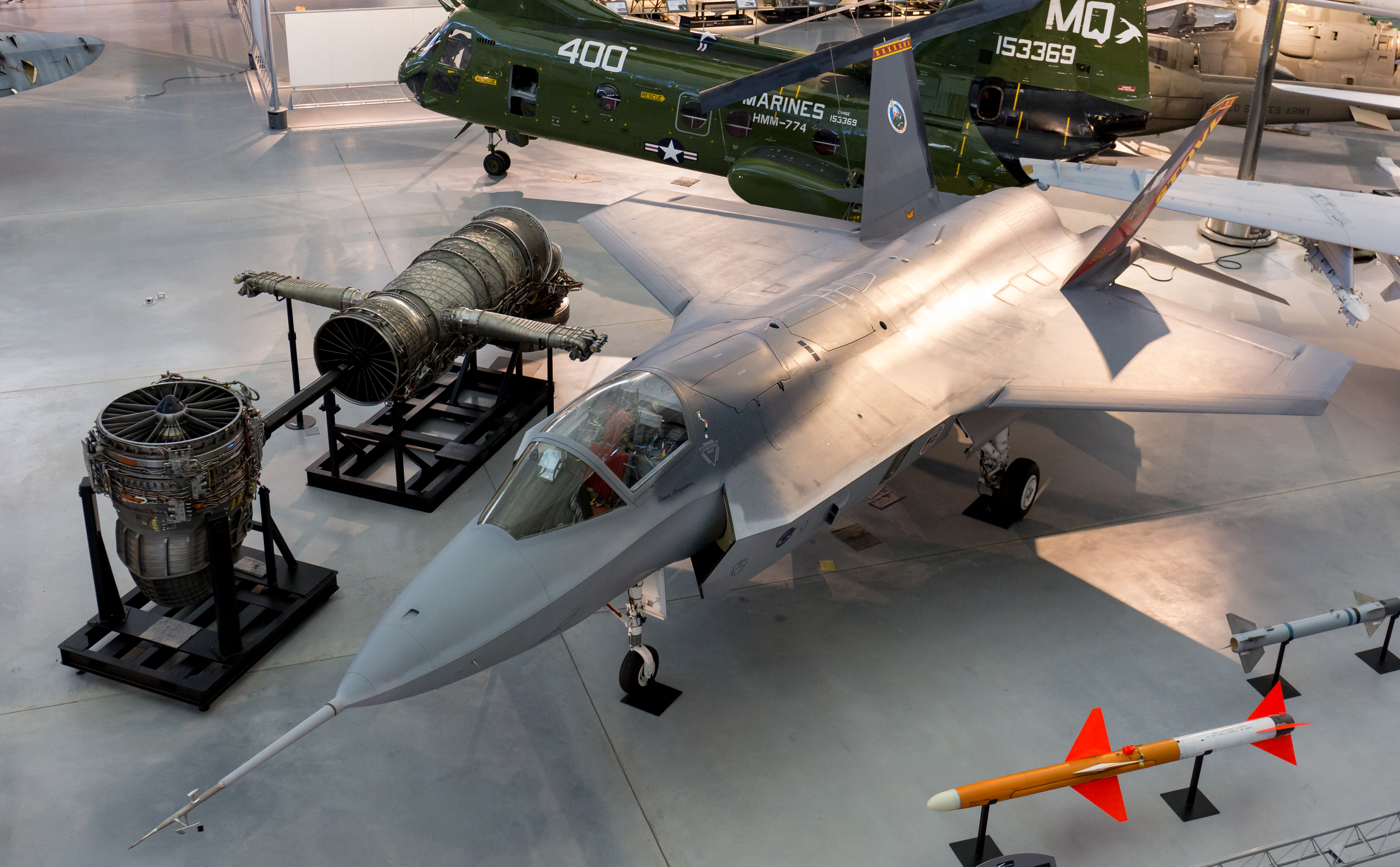
Lockheed Martin X-35B, testflygplan som användes i framtagande av V/STOL-varianten av Joint Strike Fighter.
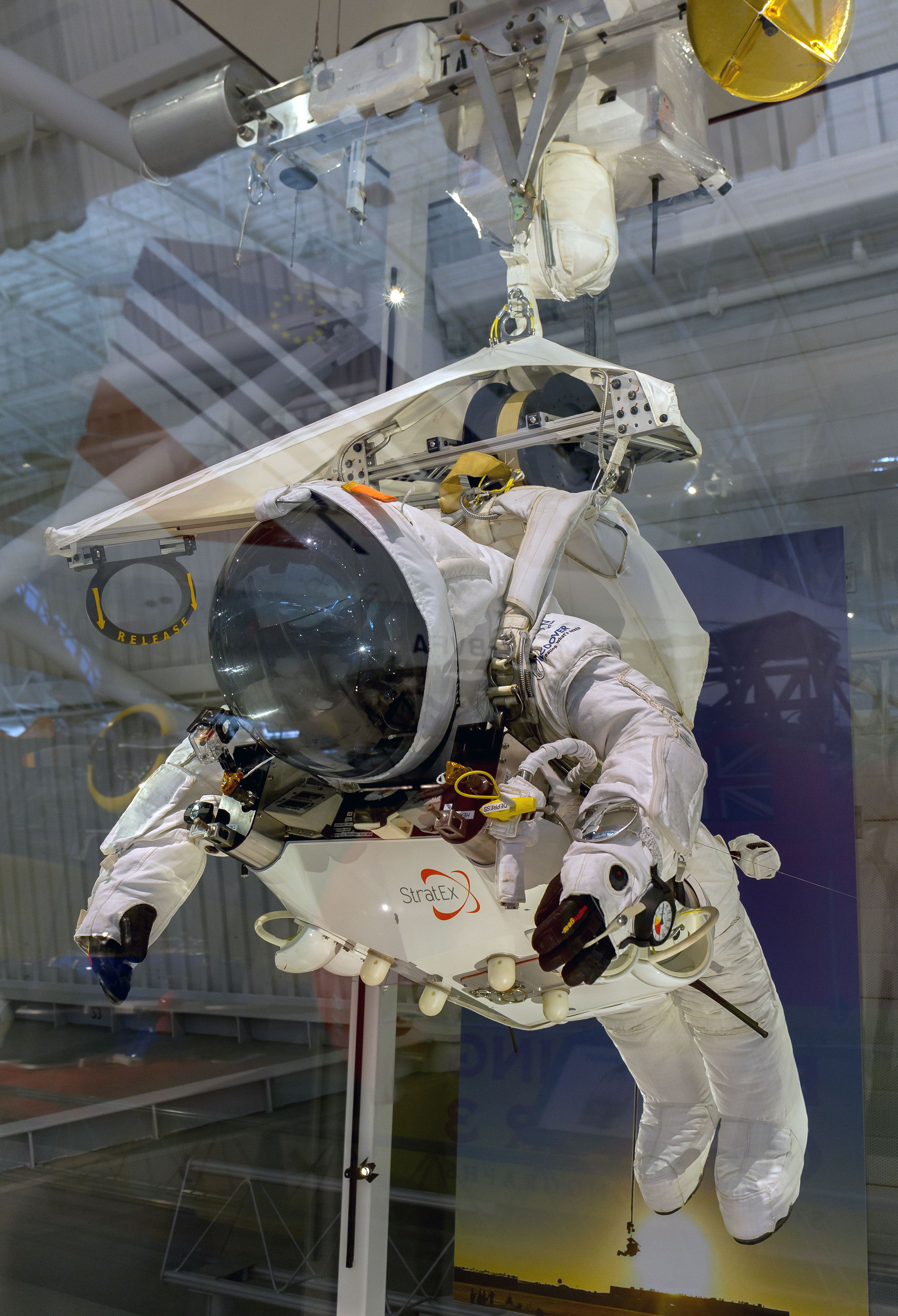
Alan Eustace hoppdräkt utställd på Udvar-Hazy Center.